# Cantó de Liévin-Sud
El cantó de Liévin-Sud és un cantó francès del departament del Pas de Calais, situat al districte de Lens. Té 2 municipis i part del de Liévin.

## Municipis
- Angres
- Éleu-dit-Leauwette
- Liévin (part)

## Història
| Data d'elecció                           | Identitat       | Partit | Qualitat |
| ---------------------------------------- | --------------- | ------ | -------- |
| 1982-2004                                | Danielle Darras | PS     |          |
| 2004-                                    | Laurent Duporge | PS     |          |
| les dades anteriors no són pas conegudes |                 |        |          |
|                                          |                 |        |          |

## Demografia
| A partir de 1990: Població sense dobles comptes |